# 국도 제53호선 (캄보디아)
국도 제53호선(National Road 53)은 캄보디아의 일반 국도로, 캄퐁치낭 주의 캄퐁치낭에서 로메아스까지 연결되는 도로이다. 접촉하고 있는 도로로는 크메르프레이라는 마을에서는 국도 제5호선과 국도 제141호선이 관통되어 있는 반면, 로메아스에서는 국도 제142호선과 국도 제138호선이 모두 접촉되어 있다.

## 참고 자료
- National Road 53 at Kampong Chham